# Jarní aspekt
Jarní aspekt je období jara, kdy vykvétá porost světlomilných rostlin, před tím než vyraší listy stromů a keřů. Aspekt přichází po zimním období v době, kdy je v přírodě dostatek tepla, světla a vlhkosti pro jarní kvetoucí rostliny. Mezi nejznámější kvetoucí rostliny tohoto období patří bledule jarní, sněženka podsněžník, orsej jarní, křivatec žlutý, ptačinec velkokvětý, plicník lékařský, violka lesní, dymnivka dutá, prvosenka vyšší a sasanka hajní.